# Philipp Wollscheid
Philipp Wollscheid (ur. 6 marca 1989 w Wadern) – niemiecki piłkarz grający na pozycji środkowego obrońcy.

## Kariera klubowa
Karierę piłkarską Wollscheid rozpoczynał w amatorskich klubach takich jak: SV Morscholz, SV Wadrill, VfL Primstal, SV Morscholz i SG Noswendel-Wadern. Następnie został zawodnikiem Rot-Weiss Hasborn-Dautweiler i w sezonie 2007/2008 grał w nim w niemieckiej Oberlidze. W 2008 roku odszedł do 1. FC Saarbrücken i przez rok grał w nim również w Oberlidze.
Latem 2009 Wollscheid został zawodnikiem 1. FC Nürnberg. Sezon 2009/2010 spędził w rezerwach tego klubu, a w 2010 roku awansował do kadry pierwszej drużyny Nürnberg. W niemieckiej Bundeslidze zadebiutował 20 listopada 2010 w przegranym 1:3 domowym meczu z 1. FC Kaiserslautern. 5 marca 2011 w spotkaniu z FC St. Pauli (5:0) strzelił swojego pierwszego gola w Bundeslidze. W rundzie wiosennej sezonu 2010/2011 był podstawowym zawodnikiem klubu z Norymbergi. Łącznie rozegrał w nim 19 meczów i strzelił 3 gole.
W 2012 roku Wollscheid przeszedł do Bayeru 04 Leverkusen, w którym zadebiutował 25 sierpnia 2012 w przegranym 1:2 wyjazdowym meczu z Eintrachtu Frankfurt.
7 stycznia został wypożyczony z Bayer 04 Leverkusen do Stoke City.
| Sezon   | Klub                         | Kraj   | Rozgrywki      | Mecze | Bramki |
| ------- | ---------------------------- | ------ | -------------- | ----- | ------ |
| 2007/08 | Rot-Weiss Hasborn-Dautweiler | Niemcy | Oberliga       | 18    | 0      |
| 2008/09 | 1. FC Saarbrücken            | Niemcy | Oberliga       | 30    | 3      |
| 2009/10 | 1. FC Nürnberg II            | Niemcy | Regionalliga   | 26    | 1      |
| 2010/11 | 1. FC Nürnberg               | Niemcy | Bundesliga     | 19    | 3      |
| 2010/11 | 1. FC Nürnberg II            | Niemcy | Regionalliga   | 14    | 0      |
| 2011/12 | 1. FC Nürnberg               | Niemcy | Bundesliga     | 33    | 2      |
| 2012/13 | Bayer 04 Leverkusen          | Niemcy | Bundesliga     | 31    | 2      |
| 2013/14 | Bayer 04 Leverkusen          | Niemcy | Bundesliga     | 20    | 0      |
| 2014/15 | 1. FSV Mainz 05              | Niemcy | Bundesliga     | 5     | 0      |
| 2014/15 | Stoke City                   | Anglia | Premier League | 12    | 0      |
| 2015/16 | Stoke City                   | Anglia | Premier League | 31    | 0      |
| 2016/17 | Stoke City                   | Anglia | Premier League | 2     | 0      |
| 2016/17 | VfL Wolfsburg                | Niemcy | Bundesliga     | 8     | 0      |

## Kariera reprezentacyjna
W swojej karierze Wollscheid rozegrał 1 mecz w reprezentacji Niemiec U-20. 29 maja 2013 zadebiutował w reprezentacji Niemiec w wygranym 4:2 towarzyskim meczu z Ekwadorem.